# Общество поддержки жертв религии
Общество поддержки жертв религии (фин. Uskontojen uhrien tuki UUT ry) — неправительственная организация, декларирующая целями своей деятельности помощь гражданам Финляндии, столкнувшимся с различными негативными проявлениями религиозных культов.
Общество основано в 1987 году в Хельсинки и получило официальную государственную регистрацию в 1993 году.
В 2014 году руководство общества выступило с двумя рапортами для министерства юстиции Финляндии в которых высказало озабоченность в связи с противоречиями на практике устава религиозной организации Свидетели Иеговы относительно финского законодательства, предусматривающего свободу вероисповедания. Министр юстиции Анна-Майя Хенрикссон заявила, что религиозные общины должны уважать основные права человека и что в Финляндии не может существовать системы (подобной правовым комитетам Свидетелей Иеговы), налагающей наказания и действующей отдельно от общей системы органов судебной власти. Изучив рапорты UUT и проведя проверку, министерства юстиции и внутренних дел тем не менее не нашли нарушений в деятельности организации. В октябре министерская проверка деятельности правовых комитетов Свидетелей была продолжена.